# Mistrovství světa juniorů v atletice 1996
6. mistrovství světa juniorů v atletice se uskutečnilo ve dnech 20. – 25. srpna 1996 v australském Sydney na stadionu Sydney International Athletic Centre. Na programu bylo dohromady 41 disciplín (22 chlapeckých a 19 dívčích). Dívky poprvé absolvovaly běh na 5000 metrů. Do roku 1994 soutěžily na dvojnásobné trati. Šampionátu se zúčastnilo 1049 atletů (640 chlapců a 409 dívek) ze 142 států světa. Podle zdrojů IAAF se MSJ zúčastnilo 1080 atletů a atletek ze 143 států světa.

## Výsledky

### Muži
| Disciplína        | Zlato                                                                            | Výkon    | Stříbro                                                              | Výkon    | Bronz                                                                   | Výkon    |
| 100 m             | Francis Obikwelu                                                                 | 10,21    | Seun Ogunkoya                                                        | 10,25    | Francesco Scuderi                                                       | 10,43    |
| 200 m             | Francis Obikwelu                                                                 | 20,47    | Riaan Dempers                                                        | 20,96    | Bryan Harrison                                                          | 21,10    |
| 400 m             | Obea Moore                                                                       | 45,27    | Jerome Davis                                                         | 45,86    | Shane Niemi                                                             | 45,94    |
| 800 m             | Joseph Mutua                                                                     | 1:48,21  | Tom Lerwill                                                          | 1:48,40  | Grant Cremer                                                            | 1:48,46  |
| 1500 m            | Shadrack Langat                                                                  | 3:38,96  | Mohamed Yagoub Babiker                                               | 3:39,17  | Miloud Abaoub                                                           | 3:39,37  |
| 5000 m            | Assefa Mezegebu                                                                  | 13:35,30 | David Chelule                                                        | 13:36,27 | Aaron Gabonewe                                                          | 13:46,19 |
| 10 000 m          | Assefa Mezegebu                                                                  | 28:27,78 | David Chelule                                                        | 28:29,14 | Tetsuhiro Furuta                                                        | 28:31,61 |
| 110 m překážek    | Yoel Hernández                                                                   | 13,83    | Tomasz Ścigaczewski                                                  | 13,88    | Jovesa Naivalu                                                          | 13,91    |
| 400 m překážek    | Mubarak Al-Nubi                                                                  | 49,07    | Llewellyn Herbert                                                    | 49,15    | Angelo Taylor                                                           | 50,18    |
| 3000 m překážek   | Julius Chelule                                                                   | 8:33,09  | Kipkurui Misoi                                                       | 8:33,31  | Ali Ezzine                                                              | 8:35,60  |
| Chůze na 10 000 m | Francisco Javier Fernández                                                       | 40:38,25 | David Márquez                                                        | 41:03,73 | Nathan Deakes                                                           | 41:11,44 |
| Štafeta 4 × 100 m | Spojené státy americké Vince Williams Jerome Davis Obea Moore Lawrence Armstrong | 39,36    | Francie Vincent Caure Didier Héry Ruddy Zami David Patros            | 39,47    | Austrálie Peter Missingham David Baxter Paul Pearce Paul Di Bella       | 39,62    |
| Štafeta 4 × 400 m | Spojené státy americké Desmond Johnson Jerome Davis Robin Martin Obea Moore      | 3:03,65  | Japonsko Hiroki Takahashi Dai Tamesue Masayuki Okusako Shinji Morita | 3:06,01  | Spojené království Kris Stewart Tom Lerwill Mark Rowlands Geoff Dearman | 3:06,76  |
| Skok do výšky     | Mark Boswell                                                                     | 2,24 m   | Ben Challenger Svatoslav Ton                                         | 2,21 m   |                                                                         |          |
| Skok o tyči       | Paul Burgess                                                                     | 5,35 m   | Patrik Kristiansson                                                  | 5,30 m   | Danny Ecker                                                             | 5,30 m   |
| Skok daleký       | Oleksij Lukaševyč                                                                | 7,91 m   | Raúl Fernández                                                       | 7,75 m   | Nathan Morgan                                                           | 7,74 m   |
| Trojskok          | René Hernández                                                                   | 16,50 m  | Michael Calvo                                                        | 16,17 m  | Ionuţ Pungă                                                             | 16,15 m  |
| Vrh koulí         | Ralf Bartels                                                                     | 18,71 m  | Justin Anlezark                                                      | 18,21 m  | Clay Cross                                                              | 17,69 m  |
| Hod diskem        | Casey Malone                                                                     | 56,22 m  | Roland Varga                                                         | 55,20 m  | Frank Casañas                                                           | 54,86 m  |
| Hod kladivem      | Maciej Pałyszko                                                                  | 71,24 m  | Wadim Diewiatowski                                                   | 70,88 m  | Roman Koněvcov                                                          | 70,32 m  |
| Hod oštěpem       | Siergiej Wojnow                                                                  | 79,78 m  | Harri Haatainen                                                      | 76,12 m  | Steven Madeo                                                            | 73,88 m  |
| Desetiboj         | Attila Zsivóczky                                                                 | 7 582    | Dean Macey                                                           | 7 480    | Chiel Warners                                                           | 7 368    |

### Ženy
| Disciplína        | Zlato                                                                             | Výkon    | Stříbro                                                                 | Výkon    | Bronz                                                                         | Výkon    |
| 100 m             | Nora Ivanova                                                                      | 11,32    | Andrea Anderson                                                         | 11,43    | Esther Möller                                                                 | 11,46    |
| 200 m             | Sylviane Félix                                                                    | 23,16    | Lauren Hewitt                                                           | 23,32    | Nora Ivanova                                                                  | 23,59    |
| 400 m             | Andreea Barlacu                                                                   | 52,32    | Suziann Reid                                                            | 53,17    | Rosemary Hayward                                                              | 53,28    |
| 800 m             | Claudia Gesell                                                                    | 2:02,67  | Kathleen Friedrich                                                      | 2:02,70  | Nancy Langat                                                                  | 2:03,21  |
| 1500 m            | Kutre Dulechaová                                                                  | 4:08,65  | Jackline Maranga                                                        | 4:08,98  | Shura Hutesa                                                                  | 4:09,49  |
| 3000 m            | Anita Weyermann                                                                   | 8:50,73  | Edna Kiplagatová                                                        | 8:53,06  | Etaferahu Tarekegne                                                           | 8:53,77  |
| 5000 m            | Ayelech Worku                                                                     | 15:40,03 | Olivera Jevtićová                                                       | 15:40,59 | Cristina Iloc                                                                 | 15:41,44 |
| 100 m překážek    | Joyce Bates                                                                       | 13,27    | Glory Alozieová                                                         | 13,30    | Tchan Ja-li                                                                   | 13,37    |
| 400 m překážek    | Ulrike Urbansky                                                                   | 56,65    | Vicki Jamison                                                           | 57,57    | Tanya Jarrett                                                                 | 57,91    |
| Chůze na 5000 m   | Irina Stankina                                                                    | 21:31,85 | Olga Panfjorova                                                         | 21:52,27 | Claudia Iovan                                                                 | 21:57,11 |
| Štafeta 4 × 100 m | Spojené státy americké Andrea Anderson Lakeesha White Jernae Wright Nanceen Perry | 43,79    | Jamajka Tulia Robinson Peta-Gaye Dowdie Saran Patterson Aleen Baileyová | 44,26    | Německo Sandra Abel Esther Möller Nancy Kette Marion Wagnerová                | 44,57    |
| Štafeta 4 × 400 m | Německo Peggy Müller Claudia Gesell Doreen Harstick Ulrike Urbansky               | 3:31,12  | Rumunsko Medina Tudor Anca Safta Otilia Ruicu Andrea Burlacu            | 3:32,16  | Austrálie Jennifer Marshall Tamsyn Lewisová Josephine Fowley Rosemary Hayward | 3:32,47  |
| Skok do výšky     | Julija Ljachovová                                                                 | 1,93 m   | Dóra Győrffyová                                                         | 1,91 m   | Světlana Lapinová                                                             | 1,91 m   |
| Skok daleký       | Kuan Jing-nan                                                                     | 6,53 m   | Cristina Nicolau                                                        | 6,47 m   | Johanna Halkoaho                                                              | 6,38 m   |
| Trojskok          | Tereza Marinovová                                                                 | 14,62 m  | Cristina Nicolau                                                        | 13,64 m  | Adelina Gavrilă                                                               | 13,50 m  |
| Vrh koulí         | Sung Fej-na                                                                       | 16,58 m  | Nadine Beckel                                                           | 16,39 m  | Jelena Iwanienko                                                              | 16,22 m  |
| Hod diskem        | Ma Šu-li                                                                          | 56,32 m  | Seilala Sua                                                             | 56,32 m  | Čang Ja-čching                                                                | 55,70 m  |
| Hod oštěpem       | Osleidys Menéndezová                                                              | 60,96 m  | Nikolett Szabó                                                          | 58,34 m  | Bina Ramesh                                                                   | 57,70 m  |
| Sedmiboj          | Jelizaveta Šalyginová                                                             | 5 711    | Johanna Halkoaho                                                        | 5 656    | Hana Doleželová                                                               | 5 504    |

## Medailové pořadí
| Umístění | Stát                   | Zlato | Stříbro | Bronz | Celkem |
| -------- | ---------------------- | ----- | ------- | ----- | ------ |
| 1.       | Spojené státy americké | 6     | 4       | 2     | 12     |
| 2.       | Německo                | 4     | 2       | 3     | 9      |
| 3.       | Etiopie                | 4     | 0       | 2     | 6      |
| 4.       | Keňa                   | 3     | 5       | 1     | 9      |
| 5.       | Rusko                  | 3     | 1       | 2     | 6      |
| 6.       | Kuba                   | 3     | 1       | 1     | 5      |
| 7.       | Čína                   | 3     | 0       | 2     | 5      |
| 8.       | Nigérie                | 2     | 2       | 0     | 4      |
| 9.       | Bulharsko              | 2     | 0       | 1     | 3      |
| 10.      | Rumunsko               | 1     | 3       | 4     | 8      |
| 11.      | Maďarsko               | 1     | 3       | 0     | 4      |
| 12.      | Austrálie              | 1     | 2       | 7     | 10     |
| 13.      | Španělsko              | 1     | 2       | 0     | 3      |
| 14.      | Francie                | 1     | 1       | 1     | 3      |
| 15.      | Polsko                 | 1     | 1       | 0     | 2      |
| 16.      | Kanada                 | 1     | 0       | 1     | 2      |
| 17.      | Katar                  | 1     | 0       | 0     | 1      |
| 17.      | Švýcarsko              | 1     | 0       | 0     | 1      |
| 17.      | Ukrajina               | 1     | 0       | 0     | 1      |
| 17.      | Uzbekistán             | 1     | 0       | 0     | 1      |
| 21.      | Spojené království     | 0     | 4       | 2     | 6      |
| 22.      | Finsko                 | 0     | 2       | 1     | 3      |
| 22.      | Jihoafrická republika  | 0     | 2       | 1     | 3      |
| 24.      | Česko                  | 0     | 1       | 1     | 2      |
| 24.      | Bělorusko              | 0     | 1       | 1     | 2      |
| 24.      | Jamajka                | 0     | 1       | 1     | 2      |
| 24.      | Japonsko               | 0     | 1       | 1     | 2      |
| 28.      | Jugoslávie             | 0     | 1       | 0     | 1      |
| 28.      | Súdán                  | 0     | 1       | 0     | 1      |
| 28.      | Švédsko                | 0     | 1       | 0     | 1      |
| 31.      | Alžírsko               | 0     | 0       | 1     | 1      |
| 31.      | Fidži                  | 0     | 0       | 1     | 1      |
| 31.      | Itálie                 | 0     | 0       | 1     | 1      |
| 31.      | Maroko                 | 0     | 0       | 1     | 1      |
| 31.      | Nizozemsko             | 0     | 0       | 1     | 1      |
| Celkem   | Celkem                 | 41    | 41      | 41    | 123    |

## Čeští atleti do 8. místa
| Disciplína    | Umístění | Jméno           | Výkon   |
| Skok do výšky | 2.-3.    | Svatoslav Ton   | 2,21 m  |
| Sedmiboj      | 3.       | Hana Doleželová | 5 504   |
| Vrh koulí     | 4.       | Petr Stehlík    | 17,35 m |
| Desetiboj     | 4.       | Štěpán Janáček  | 7 276   |
| Skok daleký   | 8.       | Eva Doležalová  | 6,03 m  |